# Kontra (Spielbegriff)
Kontra geben oder auch kontrieren von lateinisch contra, deutsch gegen, ist ein Begriff aus dem Spiel, speziell dem Kartenspiel. Eines der ersten Spiele, das diesen Begriff hat, war das Kontraspiel selbst, das erst 1755 erwähnt wird.

## Kontra im Kartenspiel

### Bridge
Ersteigert ein Spieler z. B. beim Bridge das Recht „zu spielen“, so kann ein Gegner, wenn er meint, dass der Alleinspieler nicht gewinnen wird, Kontra bzw. Double ansagen; damit wird der Spielwert verdoppelt. Die entsprechende Karte in der Bidding-Box ist rot und zeigt ein X.
Glaubt der Alleinspieler, dass er das Spiel gewinnt, so kann er mit Rekontra oder Redouble den Spielwert ein weiteres Mal verdoppeln (rekontrieren). Dies wird durch XX symbolisiert (in der Bidding-Box blau).
Diese Verdopplung des Spielwertes betrifft nur den Wert der angesagten Stiche. So zählt ein angesagter Stich in Edelfarbe normalerweise 30, im Kontra 60 und im Rekontra 120 Punkte. Wenn ein erfüllter Kontrakt durch das Kontra oder Rekontra den Wert einer Manche erreicht, also wenn etwa ein Spiel von 2 in Edelfarbe kontriert wurde (man wurde „in die Manche kontriert“), so wird auch die Prämie für die Erfüllung der Manche gutgeschrieben. Dazu bekommt die spielende Seite für die Erfüllung des kontrierten oder rekontrierten Kontraktes immer eine Prämie von 50 bzw. 100 Punkten gutgeschrieben. Die Punkte für Faller und Überstiche werden dagegen nicht einfach verdoppelt, sondern nach besonderen Regeln abhängig von der Gefahrenlage berechnet.
Zu beachten ist, dass beim Bridge viele Reizungen konventionell sind, also eine andere Bedeutung als die gereizte Farbe haben. Dies gilt auch für X und XX. So bedeutet je nach Reizverlauf ein X nicht unbedingt, dass man den Gegner zu Fall bringen kann. Wird beispielsweise eine gegnerische Eröffnung auf 1er-Stufe kontriert, so zeigt man eine Kürze in der vom Gegner gereizten Farbe und Spielbereitschaft in allen ungereizten Farben (jeweils 3–4 Karten in jeder dieser Farben; Take-out-Kontra oder auch Informationskontra).

### Tarock
Beim Tarock erlauben die Spielregeln in diesem Fall noch eine weitere Verdopplung: die entsprechende Ansage lautet Subkontra (kurz Sub) oder gelegentlich Hirsch als scherzhafte Antwort auf „Re(h)“, womit der Spielwert auf das Achtfache des ursprünglichen Einsatzes gesteigert wird.

### Skat
Das Kontrieren ist auch beim Skat vielfach üblich, allerdings ist es kein Teil der offiziellen Regeln; statt „Subkontra“ wird häufig auch Supra oder Hirsch angesagt.
In manchen Spielrunden darf noch weiter verdoppelt werden und der Spielwert auf das Sechzehnfache gesteigert werden, was allerdings nur sehr selten vorkommt. Die Bezeichnungen für diese weiteren Verdopplungen sind recht uneinheitlich, so folgt in einigen Spielrunden der „Hirsch“ erst auf einen vorangehenden „Bock“ in der Bedeutung von „Supra“.

### Doppelkopf
Im Doppelkopf sagt die Partei, die über die Kreuzdamen verfügt, Re an, während die gegnerische Partei Kontra ansagt. Damit ist gleichzeitig angekündigt, welcher Partei man angehört (was zuvor nicht notwendigerweise bekannt ist).
Bei den Ansagen von Kontra und Re gelten im Vergleich zu anderen Kartenspielen einige Unterschiede:
- Re und Kontra verdoppeln den Spielwert nicht, sondern zählen jeweils 2 Punkte. Dies gilt zumindest in den Turnierspielregeln (DDV-Regeln); im privaten Bereich wird teilweise auch mit Verdopplung gespielt.
- Re kann auch ohne vorhergehendes Kontra angesagt werden.
- Re und Kontra können angesagt werden, solange man mindestens 11 Karten in der Hand hat, also vor dem Legen der zweiten eigenen Karte. Der Ansagezeitpunkt kann dem Partner wichtige Informationen übermitteln (siehe Essener System). Wurde von der Gegenpartei eine Ansage getätigt, so ist eine Gegenansage auch noch mit 10 Karten in der Hand möglich. Bei einer Hochzeit kann erst nach dem Klärungsstich angesagt werden, also unter Umständen mit nur noch 9 Karten in der Hand.
- Die ansagende Partei benötigt in jedem Falle 121 Augen zum Sieg, solange niemand eine Absage getätigt hat. Wird nur Kontra angesagt und das Spiel endet 120:120 (Spaltarsch), so gewinnt die Re-Partei. Sagen beide Parteien, nur die Re-Partei oder niemand an, gewinnt bei 120:120 stets Kontra.
- Die Ansagen können weiter gesteigert werden (keine 90, keine 60, keine 30, schwarz), was den Spielwert jeweils um einen Punkt erhöht. Diese Absagen können jeweils einen Stich später getätigt werden, sofern alle vorhergehenden An- und Absagen fristgerecht getätigt wurden (z. B. keine 90 mit 10 Karten in der Hand, Schwarz mit 7 Karten in der Hand). Sagt z. B. die Re-Partei „keine 90“ ab, so benötigt die Kontra-Partei zu einem Sieg nur 90 Augen und nicht 120 oder 121, auch wenn sie Kontra ansagt. Sagen beide Parteien ab, ist es möglich, dass beide verlieren.

Wird eine Hochzeit gespielt, stellen der Hochzeiter und dessen Partner die Re-Partei. Solange der Partner unbekannt ist, darf keine Ansage getätigt werden. Bei einem Solo (inklusive „Stille Hochzeit“) oder einer allein gespielten Hochzeit spielt der Solist als Re-Partei allein gegen die Kontra-Partei, die hierbei aus drei Spielern besteht. Bei einer Armut (nicht Bestandteil der DDV-Regeln) spielen der Armut anmeldende Spieler und dessen Partner (der die Trümpfe aufgenommen hat) gemeinsam als Re-Partei, unabhängig von der Position der Kreuz-Damen.

### Schafkopf
Beim Schafkopf ist regional der Begriff Stoß, Spritz bzw. das Verb spritzen im Gebrauch. Die Antwort auf einen Stoß heißt meist Retour. In der Regel ist ein Stoß vor Legen der ersten eigenen Karte (also mit 8 Karten in der Hand) möglich, Retour mit 7 Karten in der Hand.

### Watten
Beim Watten ist nicht der Begriff „Kontra“, wohl aber eine ähnliche Praxis sehr gebräuchlich: sie heißt hier ausschaffen, wird mit der Aufforderung „geht ihr?“ oder „drei“ angesagt und erhöht den Spielwert von gewöhnlich zwei auf drei Punkte. Weitere Steigerungen („vier“, „fünf“) sind alternierend (bis zur für den Gesamtgewinn ausreichenden Punktzahl, also im ersten Spiel theoretisch bis fünfzehn) möglich. Allerdings wird der Spielwert nicht jeweils verdoppelt.

## Kontra im Backgammon und im Schach
Die Idee des Kontrierens findet sich auch im Verdoppeln beim Backgammon (siehe dort) wieder: glaubt ein Spieler im Laufe eines Spiels, dass sein Gegner nicht mehr gewinnen wird, so kann er den letzten Zug seines Gegners gewissermaßen kontrieren und eine Verdopplung anbieten. Der Gegner kann die Verdopplung entweder annehmen, oder er muss das Spiel augenblicklich verlorengeben und den bis dahin gültigen Einsatz zahlen.
Die Verdopplungsregel beim Backgammon wurde in einem New Yorker Club in den 1920er Jahren erfunden und bereicherte dieses Spiel in ganz bedeutender Weise. Wenig bekannt ist, dass das Verdoppeln (in genau derselben Art wie beim Backgammon) als „Kaffeehausregel“ gelegentlich auch heute noch beim Schach um Geldeinsatz gespielt wird: will ein Spieler den Einsatz verdoppeln, so tut er dies mit der Ansage Kontra.
Manche Backgammon-Spieler erlauben auch sogenannte Beaver, was gerade dem Rekontra entspricht: wenn der Spieler, dem die Verdopplung angeboten wurde, sich seines Sieges sicher ist, kann er mit dieser Ansage den Wert des Spiels nochmals verdoppeln, ohne dadurch sein Recht auf den alleinigen Zugang zum Verdopplungswürfel aufzugeben. In manchen Spielerzirkeln darf darauf der Gegner mit dem Ruf Raccoon den Spielwert auf das Achtfache, und der Spieler ein letztes Mal mit der Ansage Skunk oder Otter auf das Sechzehnfache steigern; dann allerdings muss gewürfelt und der nächste Zug gesetzt werden. Diese mehrfachen Doppel sind jedoch nicht Teil der offiziellen Backgammon-Regeln und sind bei Turnieren explizit ausgeschlossen.

## Kontraschnapser
Im Bauernschnapsen werden die Sonderspiele Kontraschnapser und Kontrabauer gespielt. Abweichend von anderen Kartenspielen bedeutet „Kontra“ in diesem Fall, dass ein Gegner der Partei, die den Trumpf bestimmt hat, ein Spiel mit dieser Trumpffarbe anmeldet.

## Nachweise
1. ↑  Vgl. etwa John R. Crawford, Oswald Jacoby: The Backgammon Book, The Viking Press Inc., New York, 1970
2. ↑  Vgl. etwa: Ab und zu wurde eine Zweierblitzpartie mit ATS fünf und "Kontra" gespielt, da konnte man sich an guten Tagen durchaus das Geld für eine ganze Studienwoche verdienen. Schach und der schnöde Mammon. Archiviert vom Original am 3. Februar 2014; abgerufen am 1. Februar 2016.